# Aclerda
Aclerda är ett släkte av insekter. Aclerda ingår i familjen Aclerdidae.

## Dottertaxa tillAclerda, i alfabetisk ordning[1]
- Aclerda acuta
- Aclerda andropogonis
- Aclerda ariditatis
- Aclerda arizonica
- Aclerda arundinariae
- Aclerda attenuata
- Aclerda balachowskyi
- Aclerda berlesii
- Aclerda californica
- Aclerda chiriquiensis
- Aclerda chusqueae
- Aclerda coganicola
- Aclerda constricta
- Aclerda digitata
- Aclerda distorta
- Aclerda ferrisi
- Aclerda holci
- Aclerda ischaemi
- Aclerda laeliae
- Aclerda longiseta
- Aclerda manni
- Aclerda marylandica
- Aclerda mexicana
- Aclerda namibensis
- Aclerda oaxacaensis
- Aclerda obscura
- Aclerda orchidicola
- Aclerda panici
- Aclerda pasquieri
- Aclerda phaseoliformis
- Aclerda sacchari
- Aclerda santensis
- Aclerda sasae
- Aclerda sellahispanica
- Aclerda signoreti
- Aclerda simplicis
- Aclerda sinaloaensis
- Aclerda smithi
- Aclerda subterranea
- Aclerda takahashii
- Aclerda talahiba
- Aclerda texana
- Aclerda tillandsiae
- Aclerda tokionis
- Aclerda wiltshirei
- Aclerda xalapenseae
- Aclerda yunnanensis
- Aclerda zoysiae